# ヴェントリス (クレーター)
ヴェントリス(Ventris)は月の裏側にあるクレーターである。ヴェントリスは北西にあるシュリーマン (クレーター)と南東にあるキーラーの間にある。ヴェントリスの北東にはヴェニング・メイネッツ (クレーター)というクレーターがある。
ヴェントリスは後続のクレーターによって侵食されている。複数のクレーターがヴェントリスの周壁を横切っており、内部にも他のクレーターがある。それらのクレーターの中で一番大きい物はヴェントリス Cというクレーターであり、ヴェントリスの周壁の北東部に位置している。クレーターの底の北側にはヴェントリス Aというクレーターがある。底の南側にはヴェントリス Mというクレーターがある。このクレーターは比較的若く、高いアルベドと光条を持つ。ヴェントリス Mから伸びる光条は、ヴェントリスの大部分を覆っている。光条は幅が狭く、北西と南西の方向に長く伸びている。

## 従属クレーター

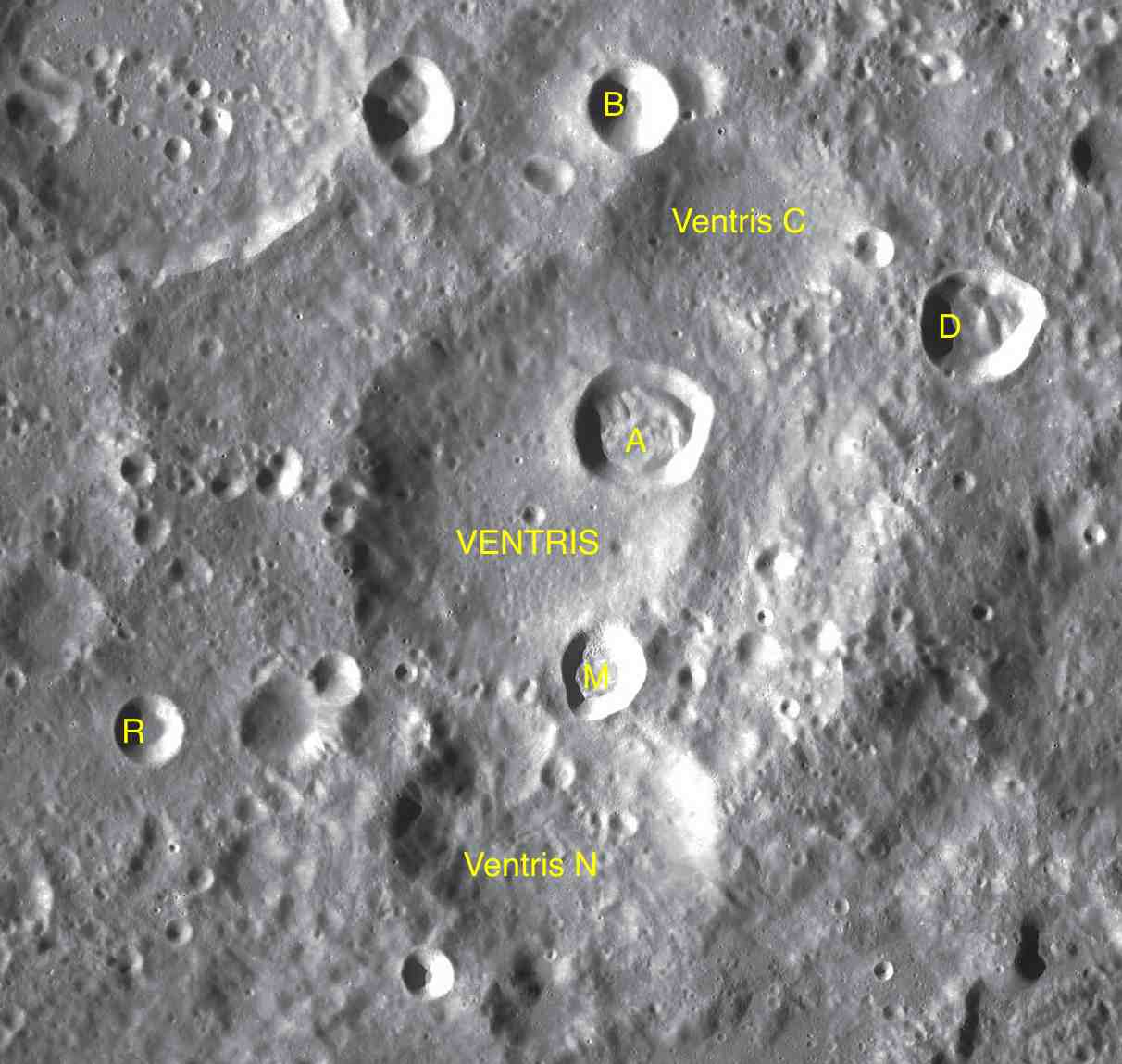
ヴェントリスと従属クレーター

ヴェントリスのごく近くにある小さな無名のクレーターについては、アルファベットを付加することによって識別される。
| 名称 | 月面緯度 | 月面経度 | 直径  |
| ---- | -------- | -------- | ----- |
| A    | 4.4° S   | 158.2° E | 26 km |
| B    | 2.4° S   | 158.2° E | 18 km |
| C    | 3.2° S   | 158.9° E | 48 km |
| D    | 3.4° S   | 160.3° E | 21 km |
| M    | 6.0° S   | 157.9° E | 18 km |
| N    | 7.1° S   | 157.6° E | 63 km |
| R    | 6.3° S   | 155.1° E | 13 km |